# Titularbistum Torone
Torone war ein Titularbistum der römisch-katholischen Kirche.
Es geht zurück auf einen untergegangenen Bischofssitz in der antiken Stadt Torone, die in der römischen Provinz Macedonia (im heutigen Norden Griechenlands) lag. Der Bischofssitz war der Kirchenprovinz Thessalonica zugeordnet.
| Titularbischöfe von Torone |                                |                                                                                 |                    |                   |
| Nr.                        | Name                           | Amt                                                                             | von                | bis               |
| 1                          | Franciszek Kanigowski          | Weihbischof in Włocławek (Polen-Litauen)                                        | 11. November 1740  | 27. Mai 1759      |
| 2                          | Martinus Chyczewski            | Weihbischof in Włocławek (Polen-Litauen/Königreich Preußen)                     | 30. März 1789      | 23. Juni 1796     |
| 3                          | James Etheridge SJ             | Apostolischer Vikar von Britisch-Guayana (Britisch-Guayana)                     | 25. Juni 1858      | 31. Dezember 1877 |
| 4                          | François-Mathurin Guichard MEP | Apostolischer Koadjutorvikar von Kuiceu, Apostolischer Vikar von Kuiceu (China) | 14. September 1884 | 21. Oktober 1913  |
| 5                          | Isidro Carrillo y Salazar      | Weihbischof in Managua (Nicaragua)                                              | 11. Dezember 1913  | 24. Dezember 1924 |
| 6                          | Pierre Patau                   | Weihbischof in Perpignan-Elne (Frankreich)                                      | 1. Mai 1925        | 6. März 1941      |